# Kościół Świętego Krzyża w Lwówku
Kościół Świętego Krzyża – kościół cmentarny znajdujący się w mieście Lwówek, w powiecie nowotomyskim, w województwie wielkopolskim.

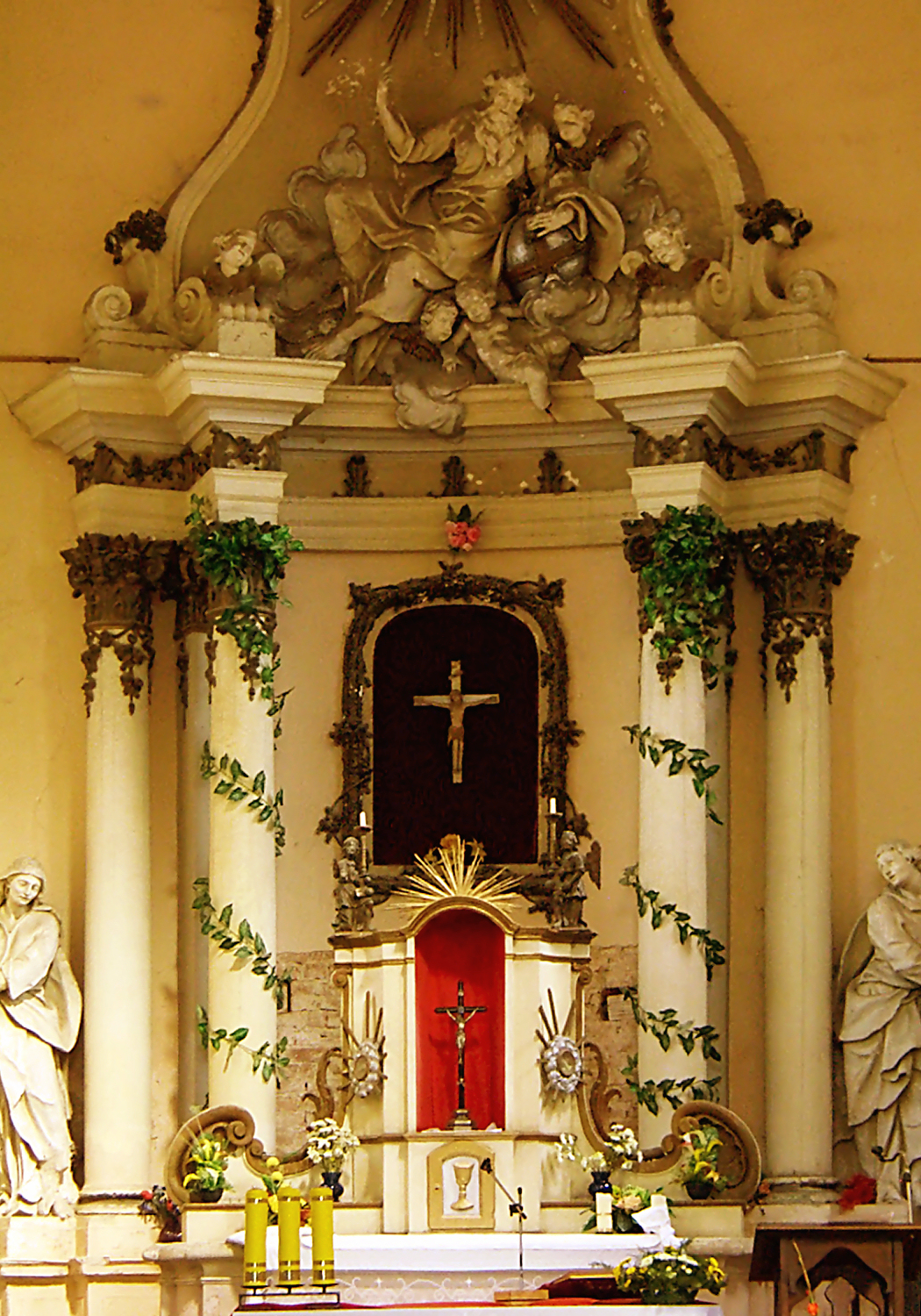
Ołtarz

Jest to barokowa budowla, murowana, wzniesiona z cegły, otynkowana, wybudowana na planie krzyża greckiego, nakryta kopułą, ozdobiona polichromią z XVIII wieku, przedstawiającą scenę znalezienia Krzyża Świętego. Do wyposażenia świątyni z około 1780 roku należą: późnobarokowy architektoniczny ołtarz główny ozdobiony rzeźbami Matki Boskiej Bolesnej i świętego Jana Ewangelisty z lewej i prawej strony oraz Boga Ojca w zwieńczeniu, posiadający mały ludowy krucyfiks o cechach ludowych w polu centralnym; 2 ołtarze boczne w stylu rokokowym oraz klasycystyczna ambona w formie łodzi i prospekt organowy reprezentujący ten sam styl.